# Corning (Califòrnia)
Corning és una població dels Estats Units a l'estat de Califòrnia. Segons el cens del 2000 tenia 6.741 habitants.

## Demografia
Segons el cens del 2000, Corning tenia 6.741 habitants, 2.422 habitatges, i 1.642 famílies. La densitat de població era de 894,4 habitants per km².
Dels 2.422 habitatges en un 40,2% hi vivien nens de menys de 18 anys, en un 45,1% hi vivien parelles casades, en un 16,3% dones solteres, i en un 32,2% no eren unitats familiars. En el 26,9% dels habitatges hi vivien persones soles el 14% de les quals corresponia a persones de 65 anys o més que vivien soles. El nombre mitjà de persones vivint en cada habitatge era de 2,76 i el nombre mitjà de persones que vivien en cada família era de 3,33.
Per edats la població es repartia de la següent manera: un 32,5% tenia menys de 18 anys, un 10% entre 18 i 24, un 28% entre 25 i 44, un 17,7% de 45 a 60 i un 11,8% 65 anys o més.
L'edat mediana era de 31 anys. Per cada 100 dones de 18 o més anys hi havia 90,5 homes.
La renda mediana per habitatge era de 25.357 $ i la renda mediana per família de 32.151 $. Els homes tenien una renda mediana de 30.563 $ mentre que les dones 19.736 $. La renda per capita de la població era de 12.357 $. Entorn del 21,1% de les famílies i el 26,3% de la població estaven per davall del llindar de pobresa.

## Poblacions més properes
El següent diagrama mostra les poblacions més properes.